# Cattedrale di Santa Maria (Hobart)
La cattedrale di Santa Maria (in inglese: Cathedral of St Mary) è il principale luogo di culto cattolico della città di Hobart, in Australia, e sede vescovile dell'arcidiocesi di Hobart.

## Storia
Le origini della cattedrale risalgono ad una piccola cappella in legno, eretta dal primo sacerdote cattolico residente permanentemente sull'isola, il reverendo Philip Conolly (1786-1839), che edificò la cappella nei pressi dell'area in cui sorge l'attuale chiesa.
La prima pietra della cattedrale, realizzata in stile gotico, è stata posata nel 1860, mentre la chiesa è stata aperta al culto nel 1866. I problemi strutturali causati da errori in fase di costruzione hanno determinato lo smantellamento di gran parte dell'edificio originario e la ricostruzione tra il 1876 e il 1881.